# Lily Thai
Lily Thai (ur. 7 listopada 1981 w Honolulu) – amerykańska aktorka pornograficzna pochodzenia filipińskiego i włoskiego.

## Życiorys

### Wczesne lata
Urodziła się w Honolulu na Hawajach. Wychowywała się wychowana w Austin w Teksasie. Podczas nauki w koledżu w Austin, Thai pracowała w miejscowym klubie jako striptizerka i jako kelnerka w restauracji Sizzler.

### Kariera
W 2003 roku, w wieku 22. lat zaczęła występować w filmach pornograficznych. Wystąpiła w ponad 100 filmach różnych gatunków, w tym Sex with Young Girls 5 (2003)/Orientation (2009) z Manuelem Ferrarą, Young and Tight 5 (2004)/Lewd Conduct 21 (2004) z Brianem Surewoodem, Young and the Raunchy (2004) z Julianem, From Her Ass to Her Mouth (2004) z Erikiem Everhardem, North Pole 48 (2004) z Peterem Northem czy White Water Shafting (2007) z Randym Spearsem.
W 2005 była nominowana do nagrody AVN Awards w trzech kategoriach: „Najlepsza złośnica” w When Big Just Ain't Enough (2004), „Najlepsza nowa gwiazdka” oraz „Najlepsza scena seksu samych dziewczyn – wideo” w Girl Crazy 2 (2003) z Flick Shagwell.
W 2004 roku poza planem filmowym spotykała się z Evanem Seinfeldem, muzykiem i producentem filmów pornograficznych, którego poznała podczas kręcenia zdjęć do jego produkcji Reign Of Tera 1.
Ostatni raz Thai wystąpiła w roku 2007.